# 伯納爾區
伯納爾區（西班牙語：Distrito de Bernal），是秘魯的一個區，位於該國西北部皮烏拉大區的塞丘拉省，始建於1921年9月20日，面積67.64平方公里，海拔高度16米，2005年人口5,798，人口密度每平方公里86人。
5°27′46″S 80°44′33″W / 5.4629°S 80.7424°W